# وکسیلاپرویر
وکسیلاپرویر (انگلیسی: Voxilaprevir) یک مهارکننده پروتئاز 3/4A پروتئین غیرساختاری (NS) ویروس هپاتیت ث (HCV) است که در ترکیب با سوفوسباویر و ولپاتاسویر به کار می‌رود. این ترکیب نام تجاری Vosevi دارد و در ژوئن ۲۰۱۷ نظر مثبتی از کمیته اروپایی برای محصولات دارویی برای استفاده انسانی دریافت کرد.
در ۱۸ ژوئیه ۲۰۱۷، Vosevi توسط سازمان غذا و داروی ایالات متحده آمریکا تأیید شد.